# Sleđevke
Clupeiformes (sleđevke, sardinke), red manjih riba iz razreda zrakoperki (Actinopterygii). sleđevi žive u velikim jatima i imaju veliku gospodarsku važnost, kako u prehrani jer ima ukusno meso, tako i u proizvodnji ribljeg brašna i ulja. 
U sleđevke uz sleđeve pripada i jedna od najpoznatijih riba srdela, rod sardina (Sardina pilchardus).
Obuhvaća 7 porodica.
1. Porodica Chirocentridae
2. Porodica Clupeidae, sleđevi (npr. Etrumeus micropus)
3. Porodica Denticipitidae
4. Porodica Dussumieriidae
5. Porodica Engraulidae
6. Porodica Pristigasteridae
7. Porodica Sundasalangidae

- Clupea pallasii
- Pristigaster cayana
- Chirocentrus dorab